# Antonio Rocco (pintor)
Antonio Rocco (Amalfi, Italia, 23 de julio de 1880 — São Paulo, 28 de noviembre de 1944) fue un pintor y profesor ítalo-brasilero.

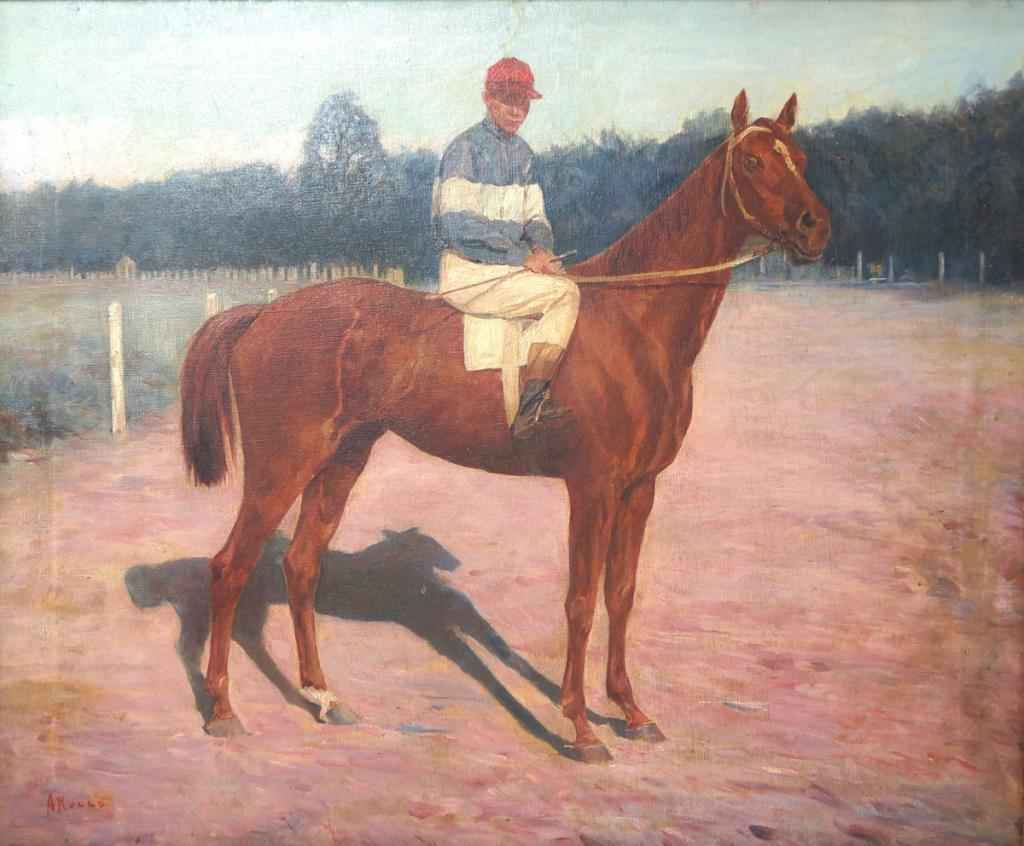

Estudió pintura en el Instituto de Bellas Artes en Nápoles entre 1899 y 1905. En 1913 se estableció en São Paulo, Brasil. En 1918, fundó la «Escola Novíssima», donde enseñó pintura durante tres años. En ese mismo año, realizó su primera muestra individual y elaboró la portada de la revista A cigarra.
Fue paisajista, pintor de marinas, retratos de desnudos y de naturalezas muertas. Se le considera un pintor realista.